# ۹۳۳ (قمری)
۹۳۳ (قمری)، نهصد و سی و سومین سال در گاهشماری هجری قمری است. اول محرم این سال برابر با هجدهم اکتبر سال ۱۵۲۶ میلادی است.